# 리사 리나
리사 디애나 리나(Lisa Deanna Rinna, 1963년 7월 11일 ~ )는 미국의 텔레비전 진행자이자 배우이다.

## 출연 작품
- 스타와 춤을 (2005)
- 디 어프렌티스 (2004)
- 베로니카 마스 (2004)
- 굿 어드바이스 (2001)
- 다니엘 스틸 - 사랑의 시작 (1995)
- 로봇 워즈 (1993)
- 배반의 키스 (1991)
- 먼데이 모닝 (1990)
- 전격 미녀 특공대 (1988)
- 격노의 포로 (1988)
- 우리 생애 나날들 (1965)